# 山野辺太郎
山野辺 太郎（やまのべ たろう、1975年10月23日 - ）は、日本の小説家。

## 人物・来歴
1975年、福島県郡山市生まれ。父の仕事に伴い高円寺や秋田市で暮らした後に、宮城県仙台市に育つ。宮城県仙台第二高等学校を経て東京大学文学部独文科卒業後、同大学院人文社会系研究科修士課程修了。大学院では18世紀ドイツの劇作家ヤーコプ・レンツを研究対象とした。行き詰まりを感じてインドへの旅の後に出版社に入社し、国語教科書の編集者として勤務。
2018年、『いつか深い穴に落ちるまで』で第55回文藝賞を受賞してデビュー。

## 著書

### 単行本
- 『いつか深い穴に落ちるまで』河出書房新社、2018年11月 / 角川文庫、2024年12月
  - 「いつか深い穴に落ちるまで」（『文藝』2018年冬季号）
- 『孤島の飛来人』中央公論新社、2022年8月
  - 「孤島の飛来人」（『文藝』2019年冬季号）
  - 「孤島をめぐる本と旅」（書き下ろし）
- 『こんとんの居場所』国書刊行会、2023年4月
  - 「こんとんの居場所」（『小説トリッパー』2020年秋季号）
  - 「白い霧」（書き下ろし）
- 『恐竜時代が終わらない』書肆侃侃房、2024年5月
  - 「恐竜時代が終わらない」（『文學界』2021年7月号）
  - 「最後のドッジボール」（書き下ろし）
- 『大観音の傾き』中央公論新社、2024年12月
  - 「大観音の傾き」（『河北新報』朝刊2024年4月7日 - 2024年9月29日、全26回）